# Лепесов, Алмурат
Алмурат Лепесов (1882 год, аул Камбаш — 1966 год) — старший чабан колхоза «20 лет Казахстана» Аральского района Кызыл-Ординской области Казахской ССР. Герой Социалистического Труда (1948).

## Биография
Родился в 1882 году в бедной казахской семье. Трудился чабаном, старшим чабаном в колхозе имени Абая, совхозе «20 лет Октября» (позднее — совхоз «Каракум») Аральского района. В своей работе применял чабанские методы С. Жангусурова, С. Сакиева и А. Жарикеева, в результате чего значительно увеличилось поголовье отары.
В 1947 году получил 433 ягнёнка от 575 овцематок. В 1948 году звания Героя Социалистического Труда «за получение высокой продуктивности животноводства в 1947 году при выполнении колхозом обязательных поставок сельскохозяйственных продуктов и плана развития животноводства».
Проработал в совхозе «Каракум» до 1959 года, когда вышел на пенсию. Скончался в 1966 году

## Награды
- Герой Социалистического Труда — указом Президиума Верховного Совета СССР 23 июля 1948 года
- Орден Ленина